# جانی گالکی
جان مارک «جانی» گالکی (به انگلیسی: Johnny Galecki) (زاده ۳۰ آوریل، ۱۹۷۵) یک بازیگر آمریکایی است. بیشترین شهرت او به بازی در نقش David Healy در طنز تلویزیونی Roseanne محصول شبکه ABC و Rusty Griswold در فیلم National Lampoon's Christmas Vacation و Leonard Hofstadter در طنز تلویزیونی The Big Bang Theory محصول شبکه CBS تعلق دارد.
گالکی در شهر بری بلژیک از والدین آمریکایی لهستانی، ایرلندی و ایتالیایی‌تبار زاده شد. مادر او، ماری لو، یک مشاور وام مسکن بود و پدر او، ریچارد، یک عضو نیروی هوایی آمریکا مستقر در بلژیک و همچنین به عنوان یک معلم توانبخشی مشغول به کار بود. جانی گالکی در اوک پارک، ایلینوی بزرگ شد.
جانی گالکی به مدت ۱۲ سال، نقش لئونارد هافستادر در طنز تلویزیونی بیگ بنگ تئوری را ایفا کرد، که در ۲۴ سپتامبر ۲۰۰۷ عرضه شد. در ابتدا از او خواسته شد تا نقش شلدون کوپر را ایفا کند اما او نقش لئونارد هافستادر را برای خود مناسب تر دید و انتخاب کرد.

## گزیده فیلم‌شناسی
فهرست برخی از فیلم‌هایی که جانی گالکی در آنها به ایفای نقش پرداخته‌است:
- نقطه مقابل سکس
- می‌دانم تابستان پیش چه کردی
- بین
- گزاف‌گویی
- آسمان وانیلی
- هنکاک
- در زمان
- حلقه‌ها
- تئوری بیگ بنگ (مجموعه تلویزیونی)
- پایان خوش
- دلالان شرط‌بندی